# Dimeragrion mesembrinum
Dimeragrion mesembrinum är en trollsländeart som beskrevs av De Marmels 1989. Dimeragrion mesembrinum ingår i släktet Dimeragrion och familjen Megapodagrionidae. Inga underarter finns listade i Catalogue of Life.